# Audi TT
Audi TT — 2-х містний та 2-дверний повнопривідний спортивний автомобіль компанії Audi AG в кузовних варіантах купе і родстер. Перше покоління з'явилося в 1998 році.

## Перше покоління (8N, 1998-2006)

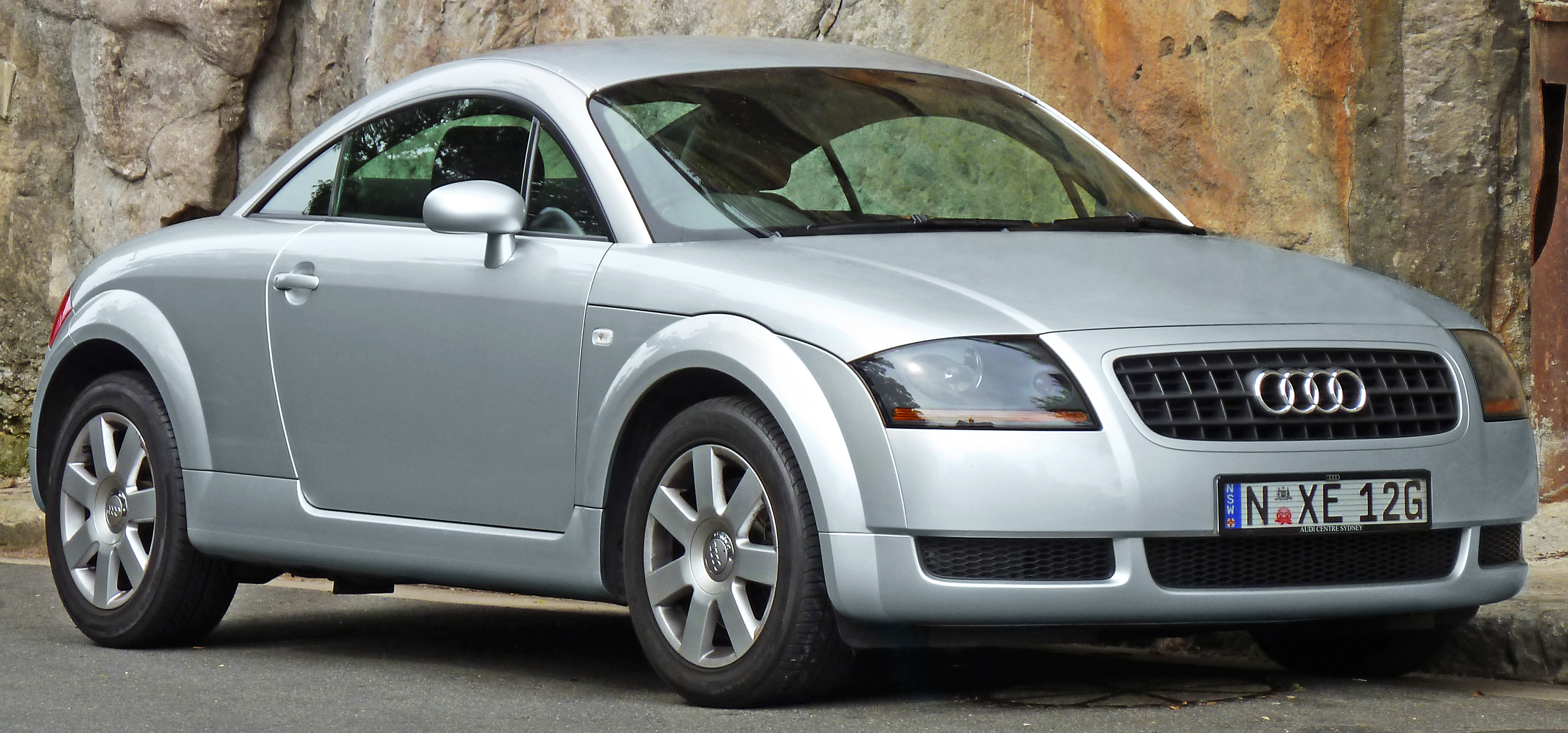
Audi TT 8N coupe

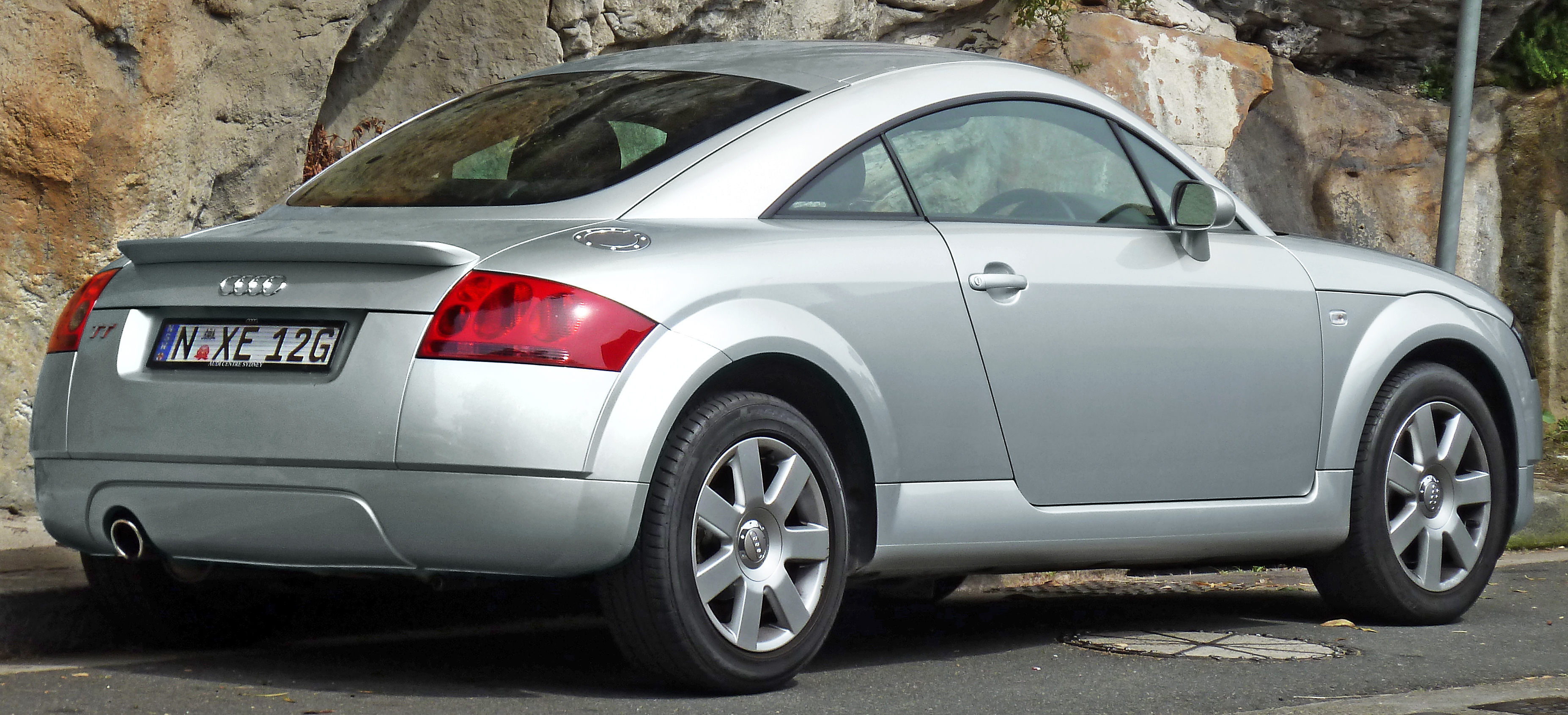
Audi TT 8N coupe

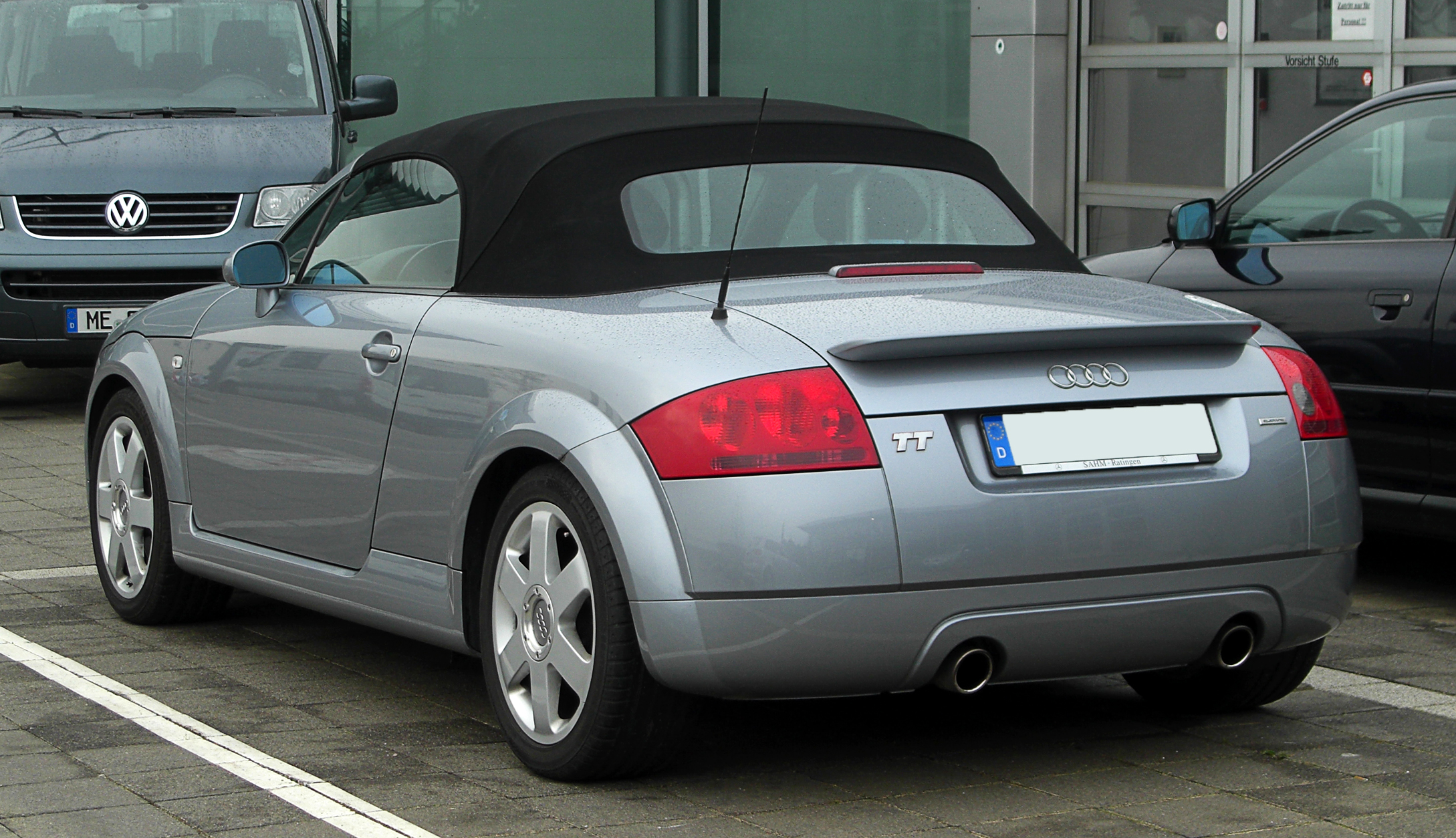
Audi TT 8N roadster

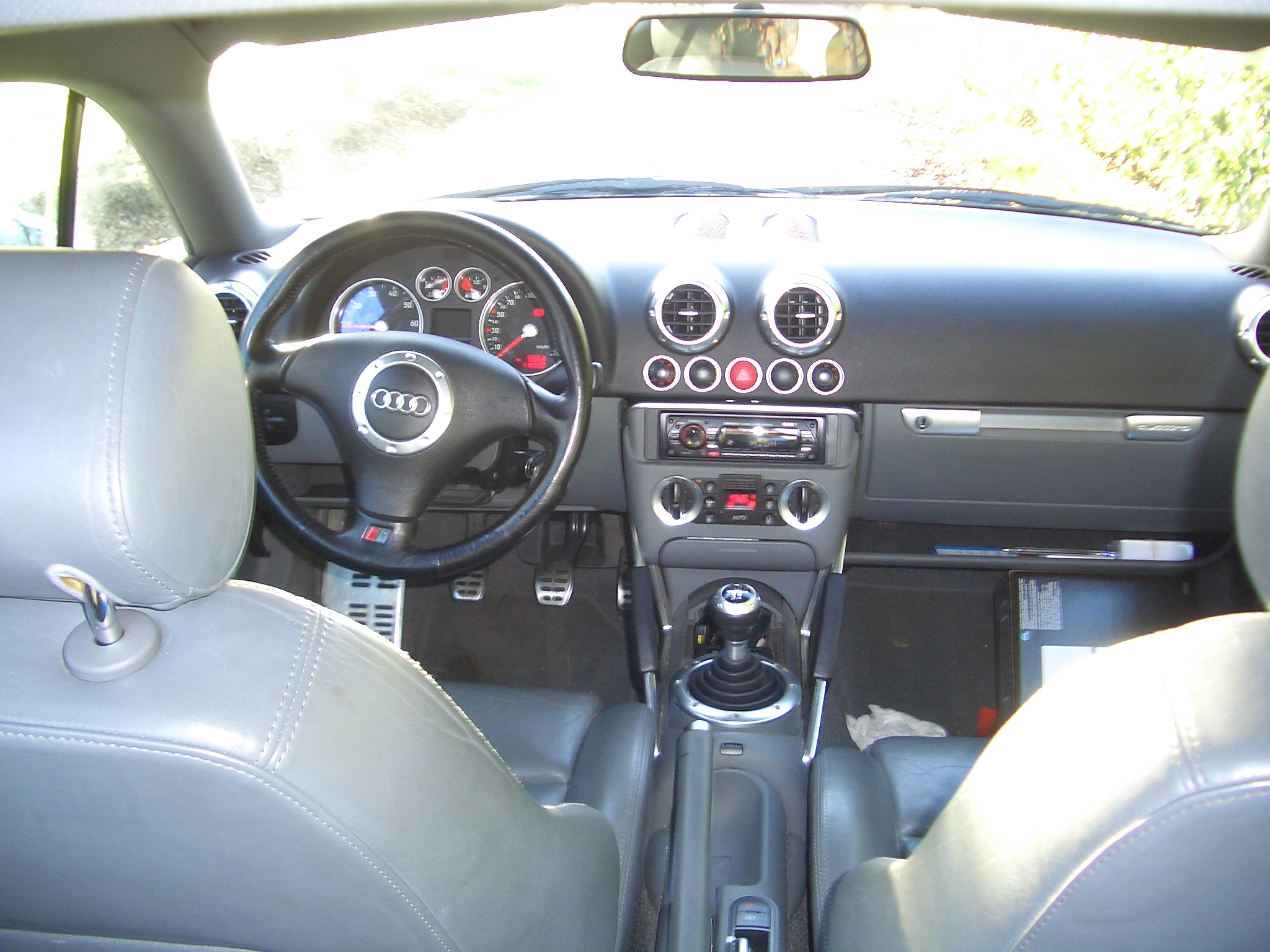
Audi TT 8N салон

Купе, спортивного типу, Audi TT 8N від компанії Audi, випускається з 1998 року, а родстер почали випускати з 1999 року. Розробкою та проектуванням моделі почали займатися з 1994 року в Audi Design Center, який знаходиться в Каліфорнії (США). На Франкфуртському автосалоні ця модель вперше була показана як концепт-кар у 1995 році. Розробка дизайну належить провідним дизайнерам компанії Audi: Джею Мейсу, Фрімену Томасу та Мартіну Сміту. Початок виробництва моделі був трохи затриманий через адаптацію під безшовне зварювання, яке раніше не використовувалось. Серійне виробництво Audi TT було налагоджено у два етапи. Модель пропонувалася з такими типами кузову, як купе та родстер.
Audi TT першого покоління була номінована на Північноамериканський автомобіль року 2000. Також автомобіль був одним із найкращих авто за версією автомобільних журналів 2000-го і 2001-го років.
Назва автомобіля походить від легендарнї серії змагань європейського автоспорту під назвою Tourist Trophy. Завдяки участі в гонках фірми NSU, в 1967 році був побудований компактний автомобіль NSU TT (згодом також TTS). Ранні TT були побудовані на заводі в Неккарзульмі. Через 28 років на німецькому автосалоні був показаний перший концепт-кар Audi TT. 
Виробництво моделі було налагоджено на заводі в Угорщині і побудовано на платформі Volkswagen Group A4 (PQ34), що використовувався для Volkswagen New Beetle, Volkswagen Golf Mk4, Audi A3, Skoda Octavia, та інших.
У 1998 році промислова група Automotive Circle International вручила свою традиційну премію EuroCarBody AWARD компанії Audi за кузов спортивного купе TT обійшовши 13-ох конкурентів. Кузов ТТ є інтерпретацією полегшеної конструкції Audi Space Frame (ASF), яку компанія вперше використовувала при збірці Audi A8 на початку 90-х років. Кузов ТТ є гібридною конструкцією – в ній поєднуються алюміній і сталь. На 69% він складається з алюмінію. Із сталі зроблені двері і кришка багажника. Незабарвлений кузов Audi TT важить 206 кілограмів, 140 з яких належить алюмінієвим складовим. Якби кузов був повністю сталевим, він би став на 48% важче. 
Виробництво покоління 8N завершилося в червні 2006 року.

### Двигуни
- 1.8 L 5v turbo I4 150-240 к.с.
- 3.2 L VR6 250 к.с.

## Друге покоління (8J, 2006-2014)

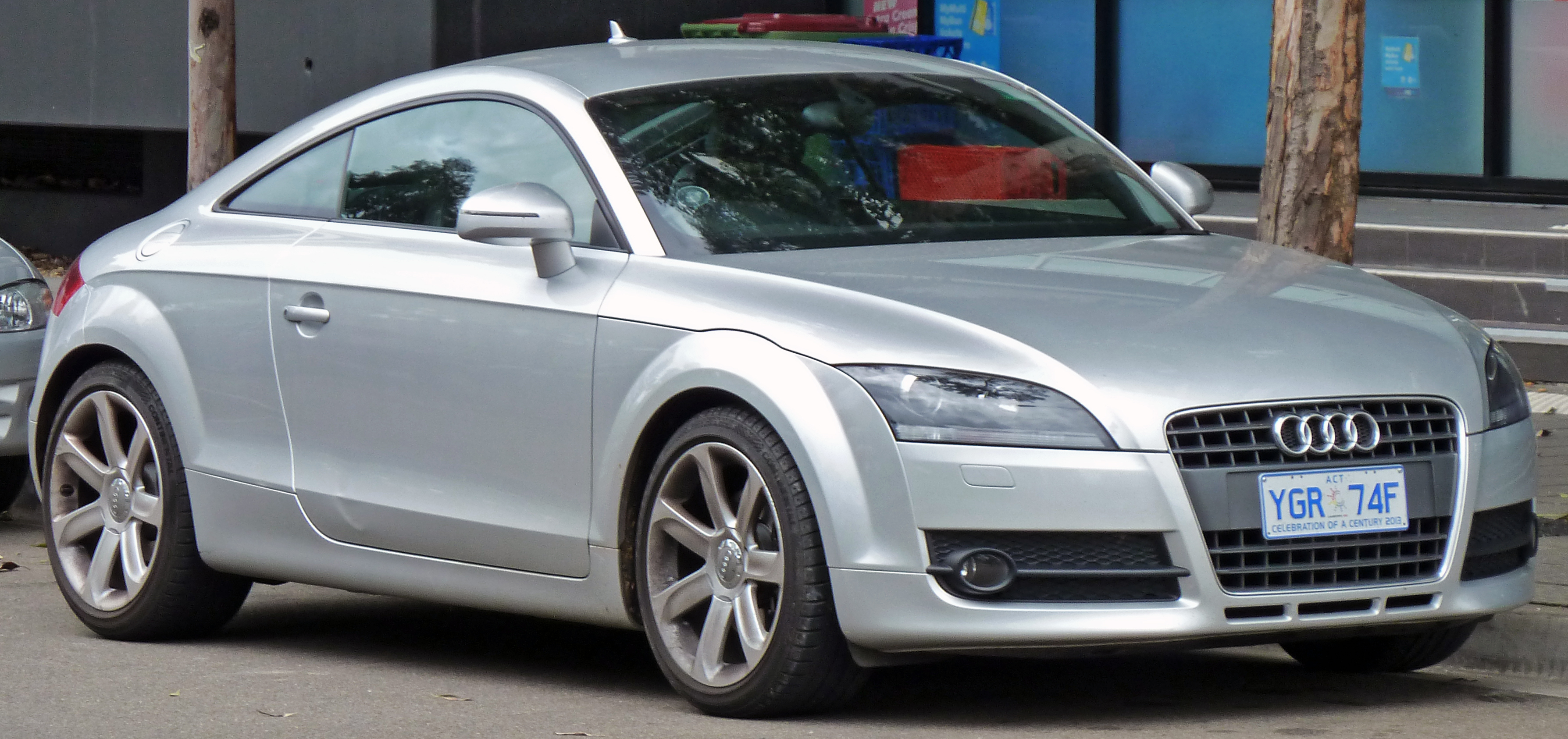
Audi TT II 3.2 quattro

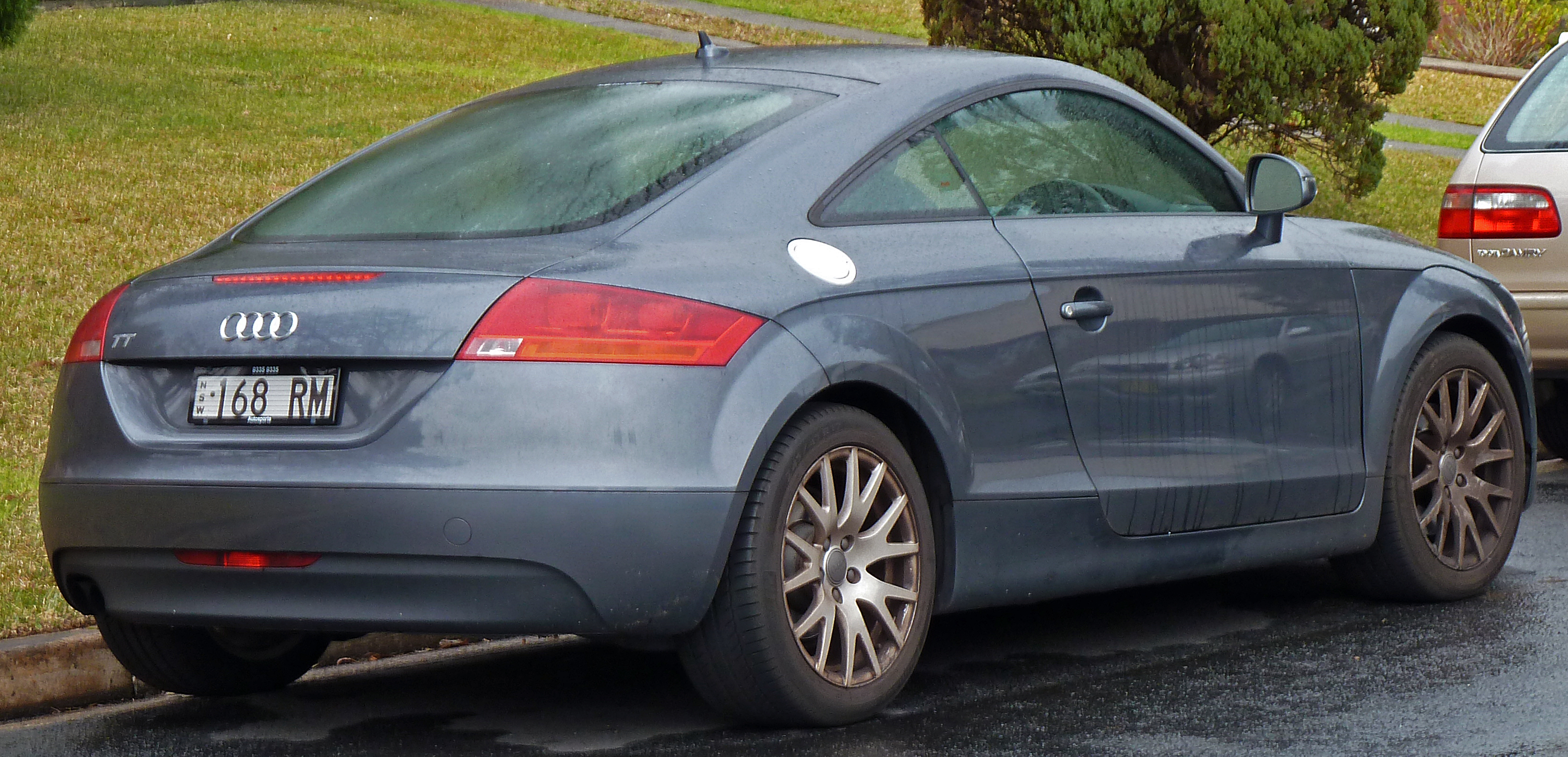
Audi TT II 3.2 quattro

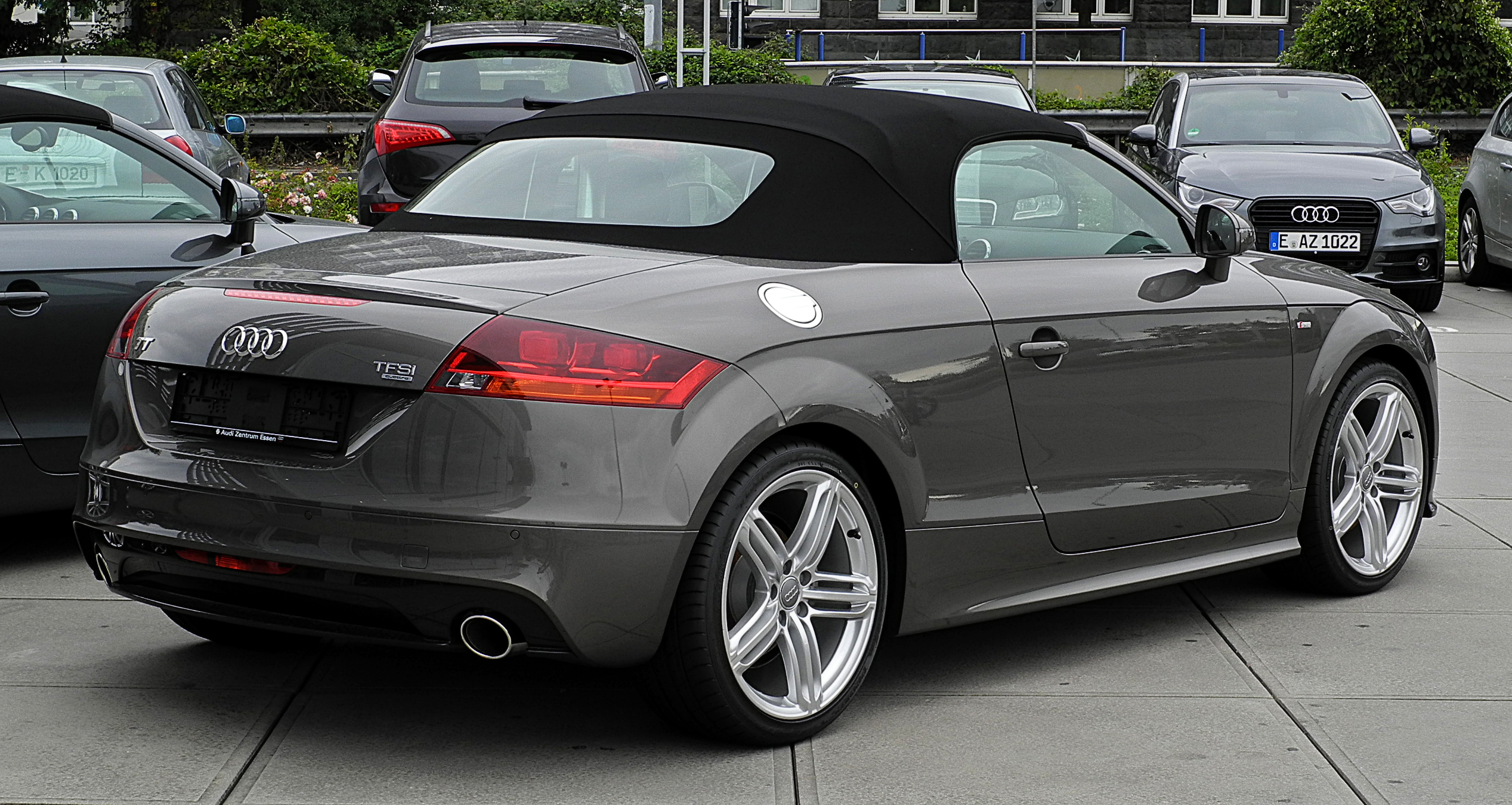
Audi TT Roadster II 2.0 TFSI

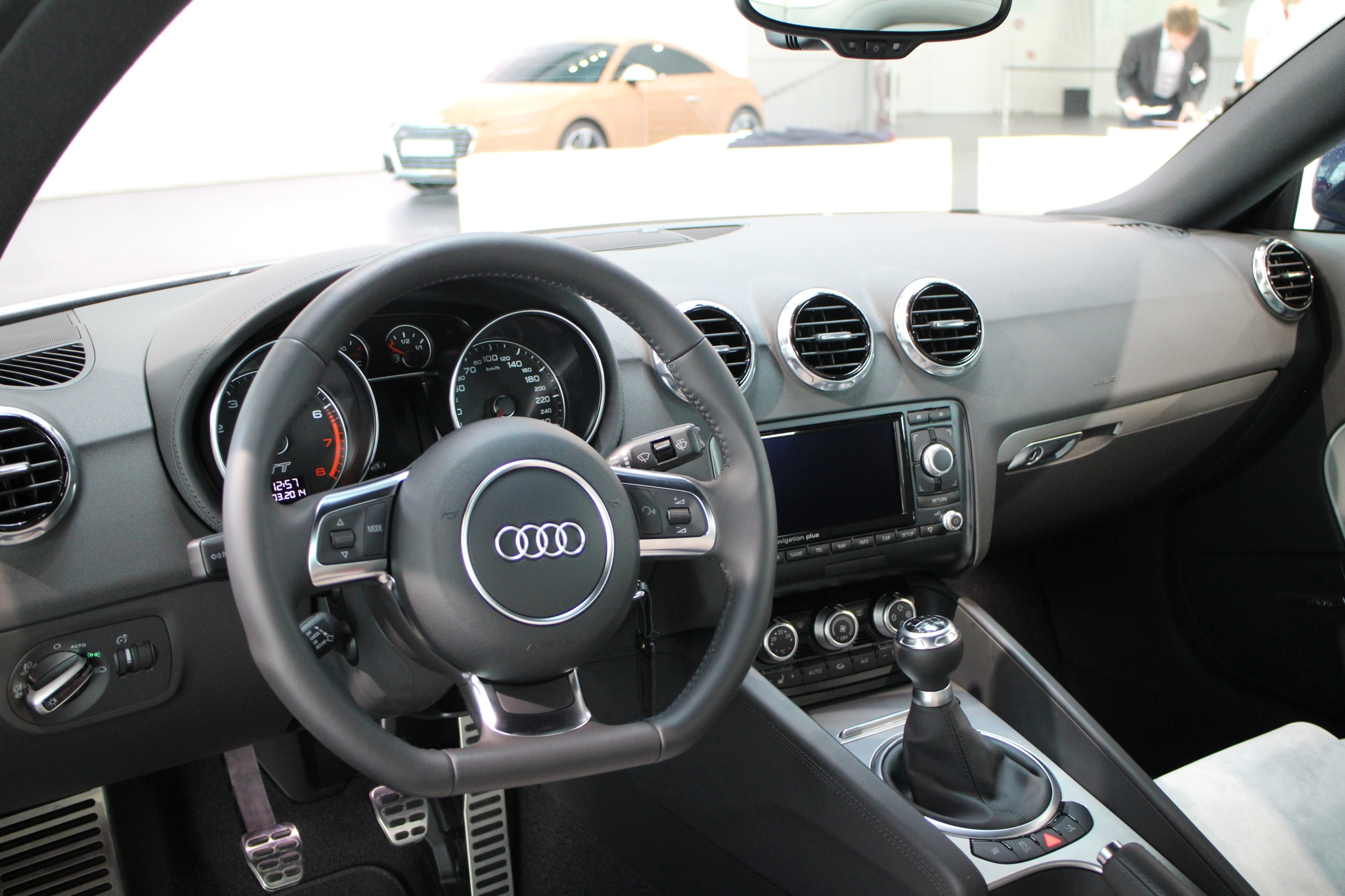

Наступне покоління автомобіля, Audi TT Coupe було представлено 8 квітня 2006 року. 
Крім візуальних змін екстер'єру та інтер'єру також на цьому автомобілі була в перше застосована: адаптивна система демпфірування Audi Magnetic Ride, яка пропонується як опція. Крім того, новий TT використовує у розвитку ASF (Audi Space Frame), комбінації матеріалів з алюмінію і сталі, що зробило автомобіль легшим. У продажу так само з'явився автомобіль з турбованим двигуном об'ємом 2,0-літра, (вбудовані чотири циліндри) потужністю 147 кВт (200 к.с.) і 3,2-літровий V6 потужністю 184 кВт (250 к.с.). Обидва вони оснащені подвійним зчепленням S Tronic (раніше DSG), разом узятих. На базі першого навесні 2008 року був представлений, нещодавно розроблений 1,8-літровий TFSI потужністю 118 кВт (160 к.с.). Також з'явилася модель з 2,0-літровим дизельним двигуном з 125 кВт (170 к.с.). 
Нова Audi TT Roadster була представлена в березні 2007 року.

### TTS
Audi TTS є спортивною версією Audi TT, вона була представлена у другому кварталі 2008 року. Як двигун — 2-літровий TFSI двигун з потужністю 200 кВт (272 к.с.). Розгін від 0 до 100 км/год складає відповідно 5,2 с (Coupe) і 5,3 с (Roadster).

### TT RS

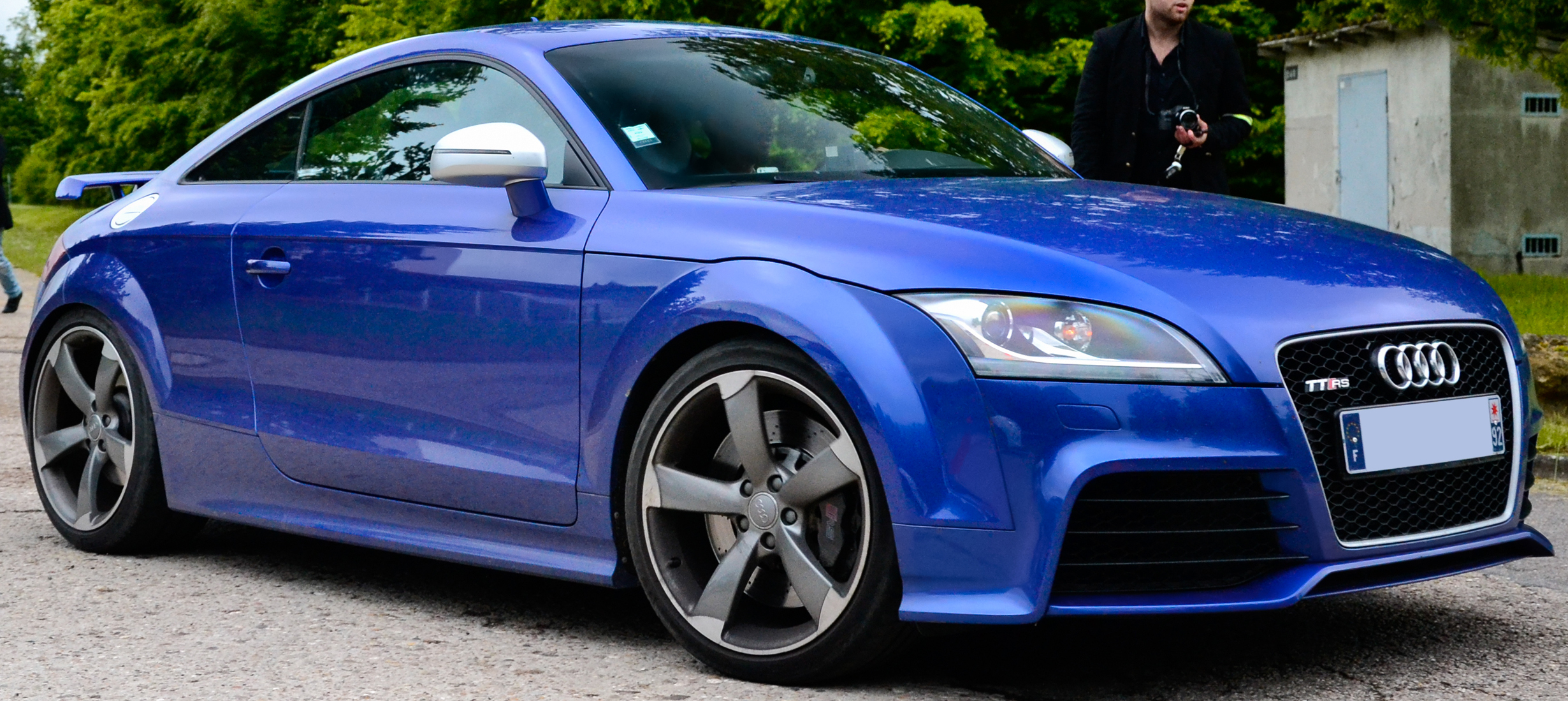
Audi TTRS

TT RS є найшвидшим і найпотужнішим спортивна версія Audi TT, він був представлений в першому кварталі 2009 року.
Двигун автомобіля взятий від американської моделі Volkswagen Jetta з п'ятьма циліндрами, це 2,5-літровий TFSI потужністю 250 кВт (340 к.с.) і максимальний обертовий момент в 450 Нм, який знаходиться між 1600 і 5300 оборотів в хвилину.
Розганяється машину з 6-ступінчастою механічною коробкою передач від 0 до 100 км/год 4,6 с (Coupe) і 4,7 секунди (Roadster) і досягає 200 км/год за 15,9 сек (Coupe) і 16,9 з (Roadster). 
З вересня 2010 року на додаток до 6-ступінчастої механічної коробки передач також доступний 7-ступінчастий S Tronic з подвійним зчепленням. При цьому, TT RS розганяється за рахунок оптимізованого перемикання без переривання від 0 до 100 км/год за 4,3 секунди (Coupe) і 4,4 секунди (Roadster).

### Двигуни
- 1.8 L turbo FSI I4 160 к.с.
- 2.0 L TFSI I4 200-211 к.с.
- 2.5 L TFSI I5 340-360 к.с. (TT RS)
- 3.2 L VR6 250 к.с.
- 2.0 L TDI CR diesel I4 170 к.с.

## Третє покоління (8S, 2014-2023)

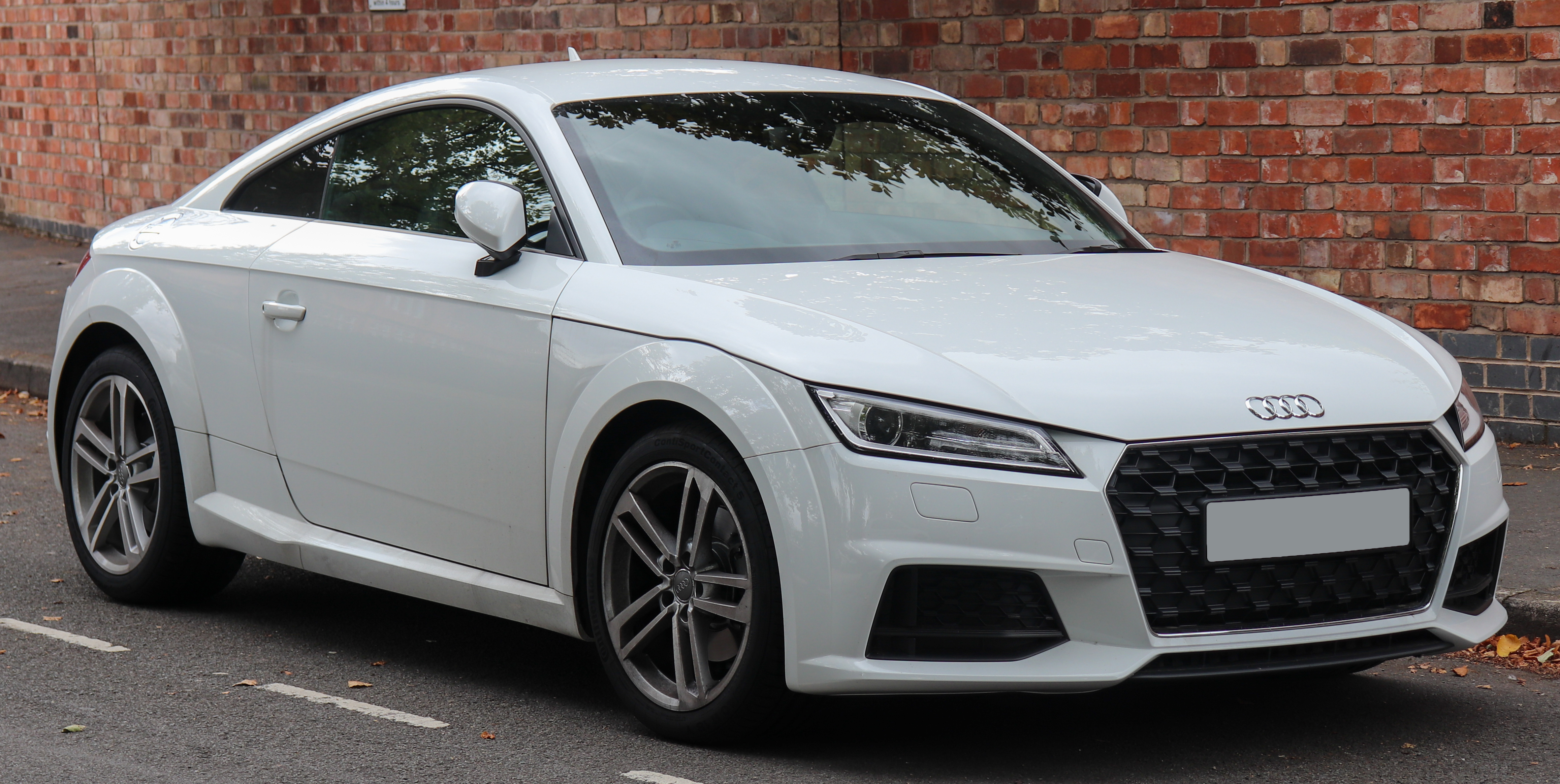
Audi TT ІІІ

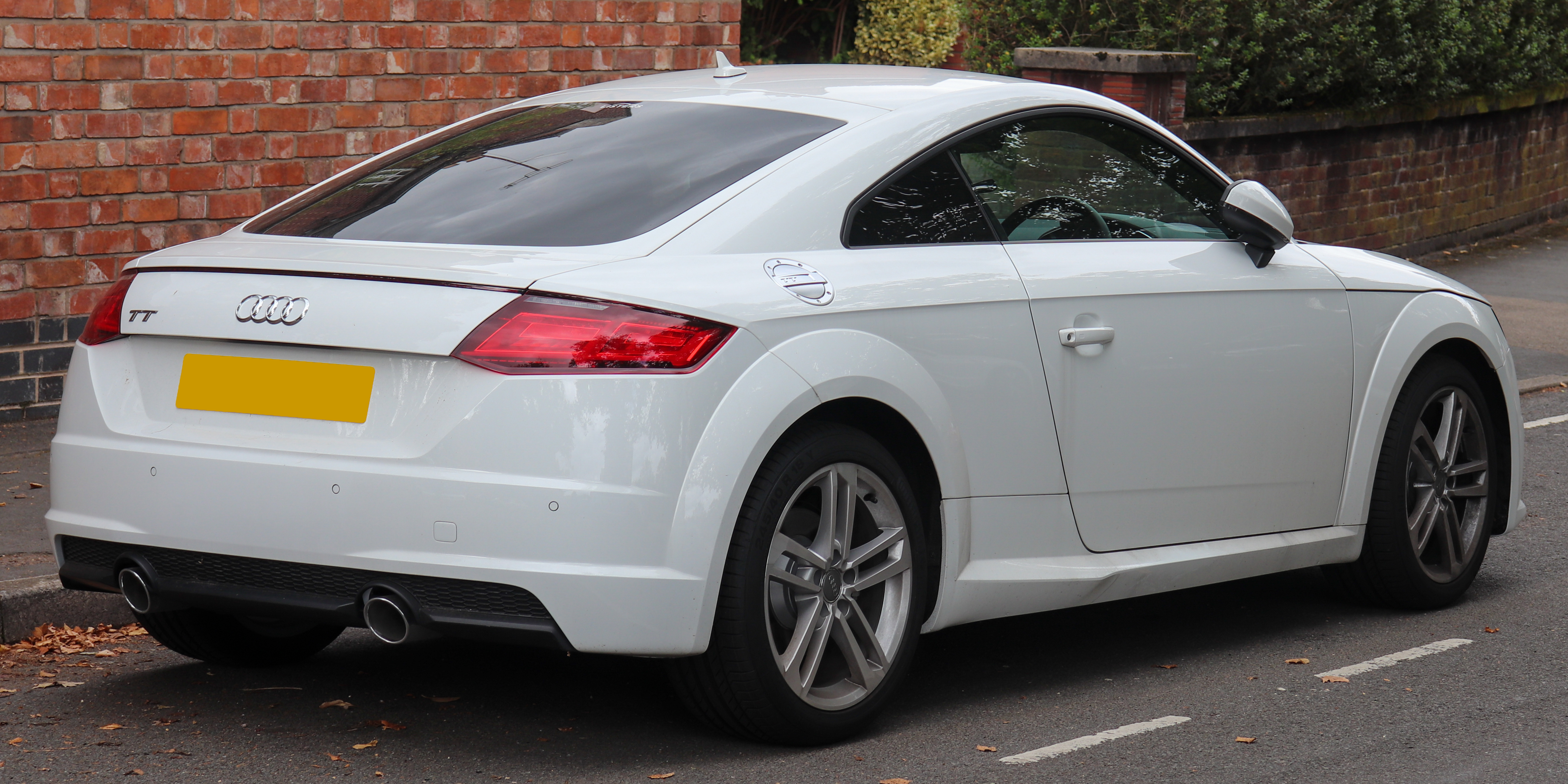
Audi TT ІІІ

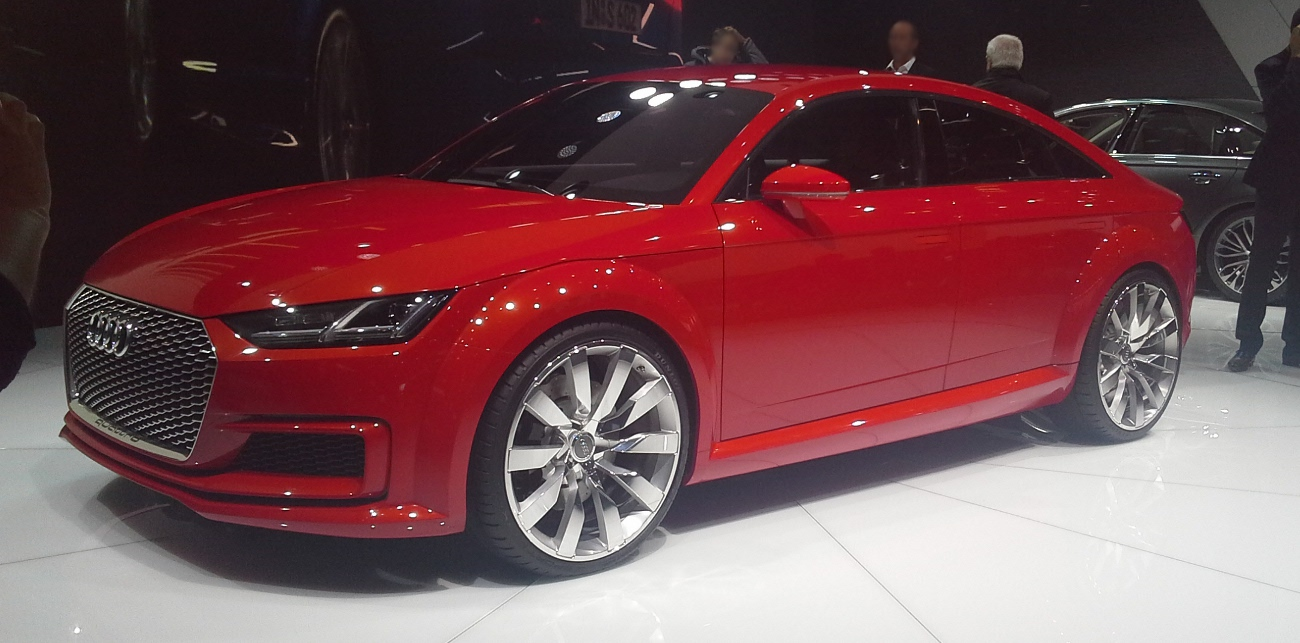
Audi TT Sportback Concept

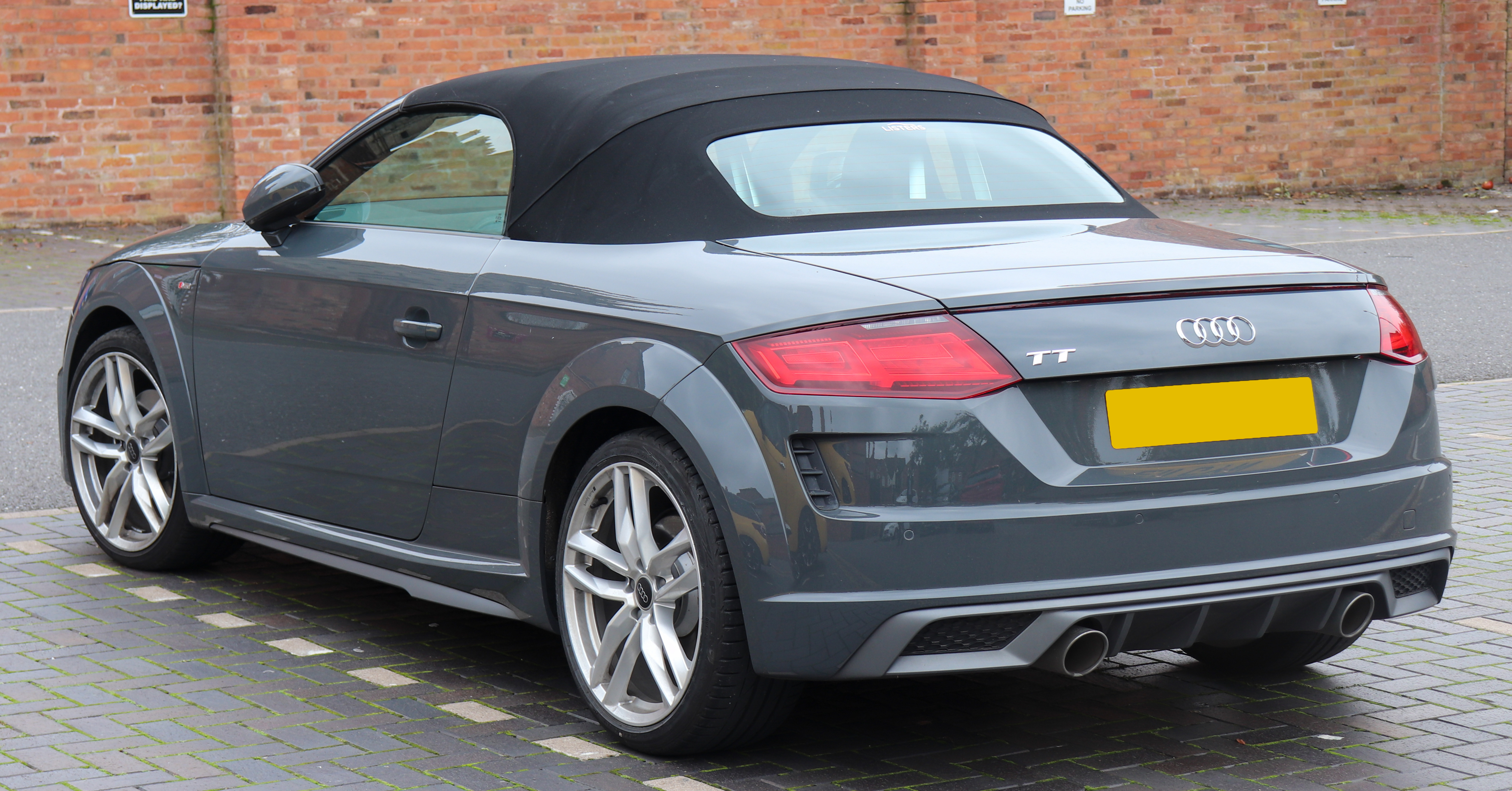
Audi TT Roadster ІІІ

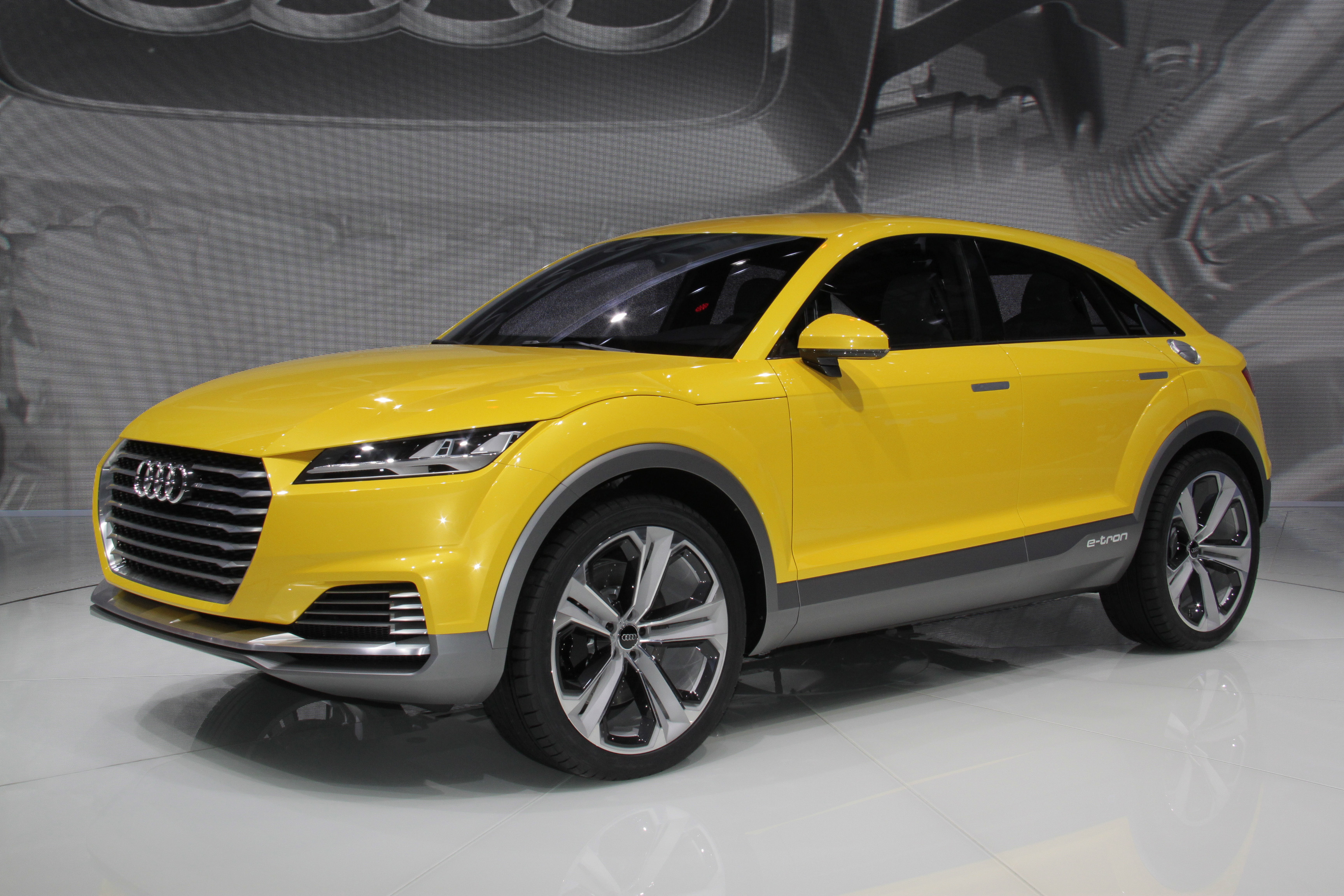
Audi TT Offroad Concept

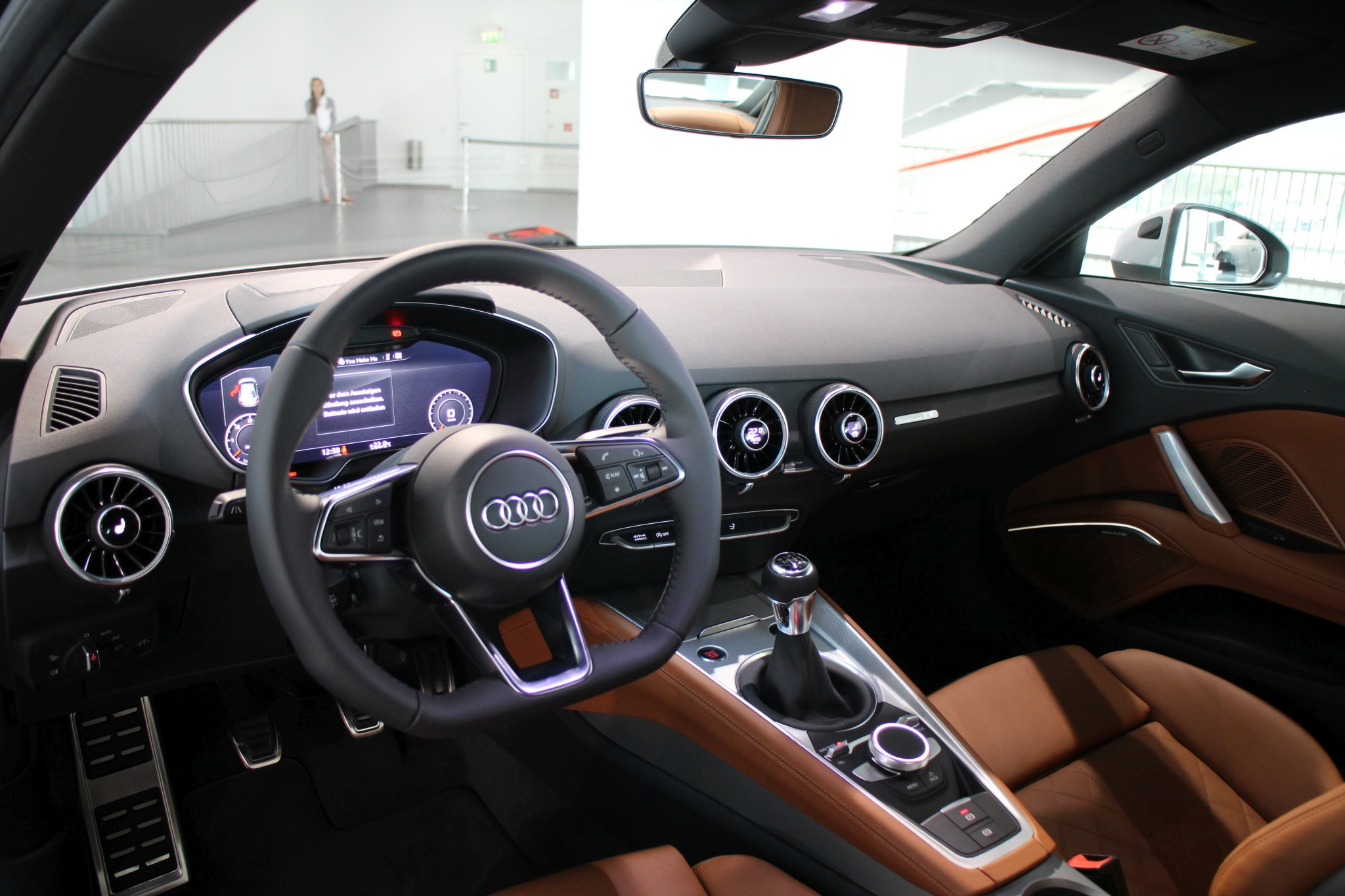

На автосалоні в Женеві в березні 2014 року дебютувало третє покоління Audi TT. Audi TT - спритний і швидкий автомобіль, з хорошою реакцією на запити водія і відмінним контролем рухів кузова. Він відмінно справляється з маневрами ухилення при цьому демонструючи швидкість в 93.3 км/год, а компактні розміри і чудове зчеплення забезпечують водія абсолютною впевненістю. Також досить непоганим є те, що в даній моделі висока гранична швидкість руху на поворотах, це дозволяє швидко завершувати маневри виходячи з них. Модель ТТ відмінно входить в повороти і з упевненістю вирівнюється по лінії розмітки. Система повного приводу дозволяє, максимально натиснувши на педаль газу, дуже успішно виходити з поворотів.
Універсальний 2-літровий турбований чотирициліндровий двигун Audi TT має 220 кінських сил. Цей енергійний двигун видає потужний звук, але при цьому забезпечує автомобіль досить посереднім моментом старту. Від 0 до 96.5 км/год Audi ТТ розганяється за 6.3 секунди.
Для 2021 модельного року автомобіль оновили. Audi зробила стандартними Apple CarPlay та Android Auto, а також систему навігації. З 2021 року Audi TT доступна в нових кольорах Chronos Grey і Navarra Blue. У 2023 році Audi TT отримала новий дизайн коліс.

### Двигуни
- 1.8 L FSI VW EA888 turbo I4 180 к.с.
- 2.0 L FSI VW EA888 turbo I4 230 к.с.
- 2.0 L FSI VW EA888evo3 turbo I4 197/245 к.с.
- 2.0 L FSI VW EA888evo4 turbo I4 197/245 к.с.
- 2.0 L FSI VW EA888 turbo I4 310 к.с. (TTS)
- 2.0 L FSI VW EA888evo3 turbo I4 306 к.с. (TTS)
- 2.0 L FSI VW EA888evo4 turbo I4 320 к.с. (TTS)
- 2.5 L FSI VW EA855evo turbo I5 400/420 к.с. (TT RS)
- 2.0 L TDI ultra VW EA288 I4 184 к.с.

### Результати з Краш-Тесту
|       | Лютий 2015 |
| — 68% | — 82%      |
| — 64% | — 81%      |

### Audi TT Quattro Sport Concept

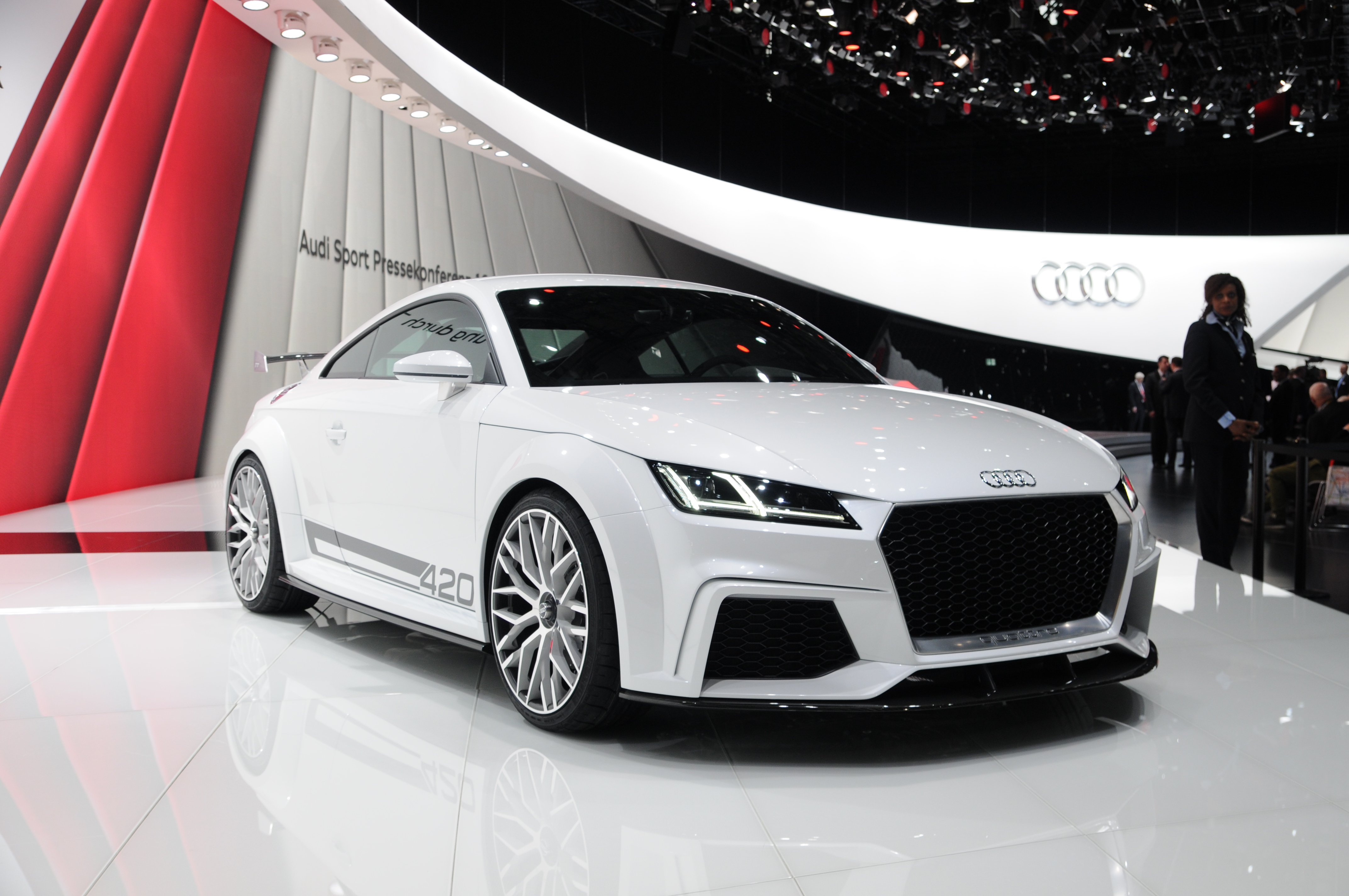
Audi TT Quattro Sport Concept

Компанія Audi в березні 2014 року на автосалоні в Женеві показала купе TT третього покоління та побудований на його базі прототип, який отримав назву quattro sport. Автомобіль отримав інший аеродинамічний обвіс, 20-дюймові колісні диски з напівсліками, та потужний двигун. 
Під капотом встановлений 2,0 літровий TFSI серії EA888. Потужність чотирьохциліндрового двигуна довели до 420 кінських сил та 450 Нм крутного моменту. Двигун агрегатується в парі з роботизованою коробкою передач S tronic. До 100 км/год автомобіль розганяється за 3,7 секунди. 

### Audi TT Clubsport Concept
Компанія Audi розсекретила концепт під назвою Clubsport в офіційному відео. Автомобіль побудований на базі TT і був офіційно представлений 13 травня 2015 року на фестивалі Worthersee. 
Прототип отримав п'ятициліндровий 2,5-літровий бензиновий двигун TFSI. Потужність мотора становить 600 к.с. і 650 Нм крутного моменту. Агрегат працює спільно з шестиступінчастою механічною коробкою передач. Крім цього модель оснащується повним приводом Quattro. До 100 км/год Clubsport здатний розігнатися за 3,6 секунди. Максимальна швидкість становить 310 кілометрів на годину. Таких показників вдалося досягти завдяки використанню спеціального компресора з електричним приводом, який живиться від 48-вольтової установки.
Концепт став на 14 см ширше звичайної версії ТТ. Вага концепту становить 1396 кілограмів. Автомобіль укомплектували новою гальмівною системою, іншим спойлером з вуглепластика і 20-дюймовими колісними дисками.

### Спорт

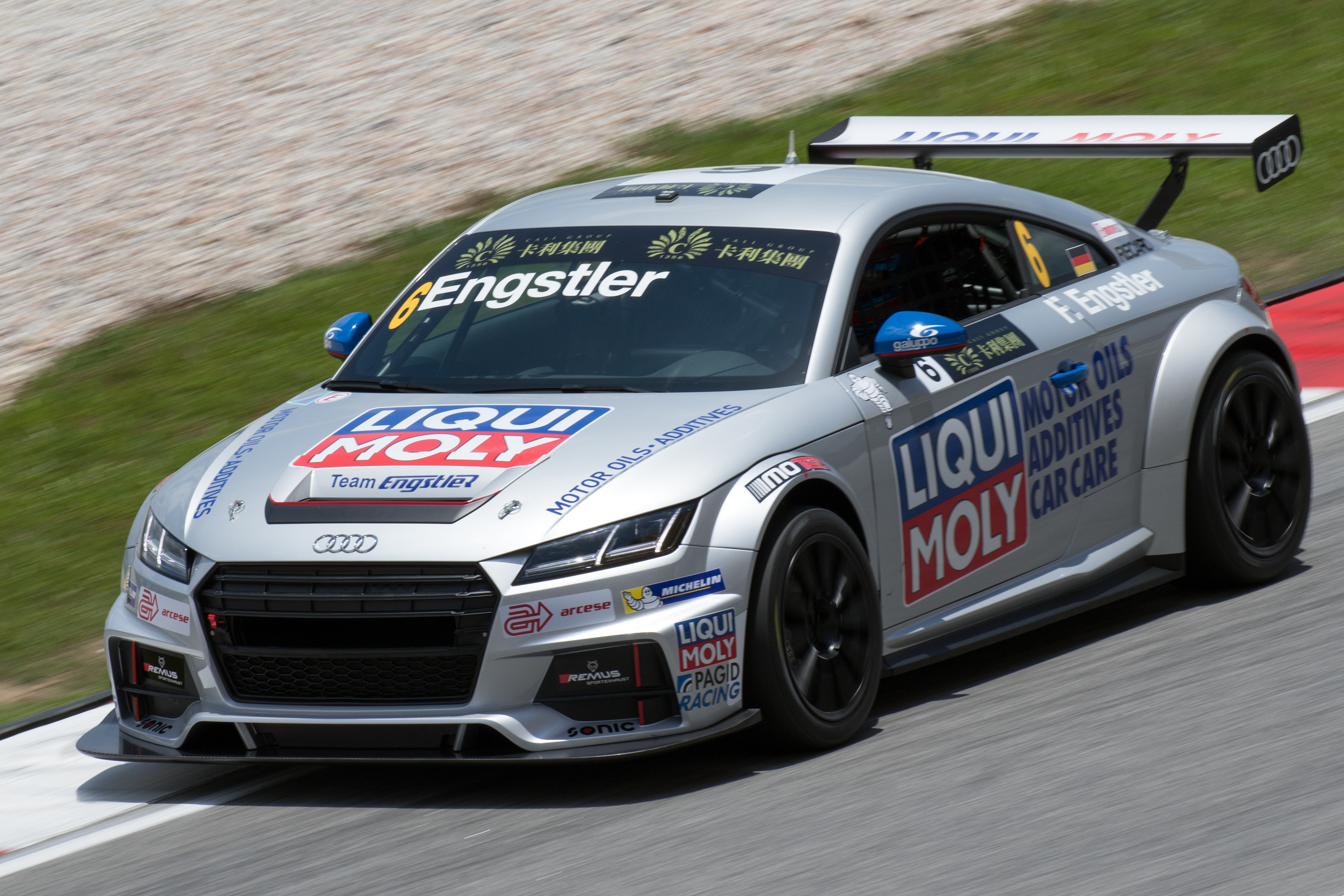
Audi Sport TT Cup Franz Engstler 2015 TCR Int Malaysia

Компанія Audi випустила спорткар Audi Sport TT Cup який буде брати участь в серії DTM. Всього побудовано 24 автомобіля, які отримали аеродинамічний обвіс, передній карбоновий спліттер, розширені колісні арки і масивний задній спойлер. В салоні встановлений багатофункціональне кермо, цифрова приладова панель, каркас безпеки, безпечні крісла та система пожежогасіння PS1 від R8 LMS Ultra.
Audi Sport TT Cup оснащений 2,0-літровим турбованим двигуном TFSI, потужністю 228 кВт (310 к.с.), з максимальним крутним моментом 400 Нм. За допомогою системи push-to-pass водій має можливість короткострокового підвищення потужності  на 30 к.с. В парі з двигуном працює 6-ступенева коробка передач S Tronic.

### Тюнінг

#### 2014
1) Німецьке тюнінг-ательє ABT представило програму доробок для купе Audi TT третього покоління. Завдяки перепрограмуванню блока керування двигуном та встановленні спортивної випускної системи, віддачу базового дволітрового мотора вдалось збільшити з 230 до 310 кінських сил.
У список можливих вдосконалень TT входить установка аеродинамічного обвісу (котрий, серед іншого, включає в себе задній спойлер), занижена підвіска і 20-дюймові колісні диски з покришками Continental.
Вартість доопрацювань мотора – 2 тисячі 349 євро. Всі елементи, в тому числі необхідні для зміни двигуна, можна буде замовити окремо. 
Прем'єра Audi TT з повним тюнінг-пакетом від ABT пройшла 29 листопада 2014 року на мотор-шоу в Ессені.

#### 2015
1) Бельгійський підрозділ компанії Audi разом з виробником кондитерських виробів Joost Arijs створили незвичайний тюнінг, або ж «саме солодке в світі» купе Audi TT третього покоління. Кузов купе повністю покрили шоколадом, повідомляє видавництво Wow.
Автомобіль був представлений на виставці інтер'єрів Biennale Interieur в місті Кортрейк. Для оформлення купе компанія Joost Arijs випустила 27 тисяч шматків шоколаду різного кольору, розміру і форми.
2) Німецьке тюнінг-ательє ABT представило програму доробок для зарядженої версії купе Audi TT — TTS. Перепрограмувавши блок керування двигуном, тюнери підвищила віддачу дволітрового турбодвигуна з 310 до 370 кінських сил.
Крім цього, спеціалісти підготували аеродинамічний обвіс, в котрий увійшли інші корпуса дзеркал, спліттер, дифузор, спойлер, бічні пороги та здвоєні вихлопні патрубки. Для TTS від ABT пропонуються фірмові легкосплавні диски діаметром 18, 19 та 20 дюймів.
Також була занижена підвіска – на 35 мм по переду та на 30 мм по заду. Додатково інженери встановили спортивні стабілізатори та дискові приставки. Була модернізована і випускна система.

## Майбутнє
Культове купе Audi TT може повернутися до модельної лінійки бренду на новій платформі і 100% електротязі.

«Я вважаю, що у Audi обов'язково повинен бути спортивний автомобіль, це частина ДНК бренду, і ми повинні знайти правильний спосіб, з точки зору часу, щоб інтегрувати його в наше портфоліо». 
— генеральний директор Audi Гернот Дьольнер (Gernot Döllner).

А можливо і як класичне купе з ДВЗ чи гібридом, бо ж новий керівник дизайну Audi Массімо Фрасчелла (Massimo Frascella) є великим шанувальником оригінального TT.